# Can Baqué
Can Baqué o Can Vaquer és una masia a la Llagosta (Vallès Oriental) protegida com a bé cultural d'interès local des del 29 de desembre de 2011.

## Història
La masia es troba documentada com a mas Jover el 1256. Posteriorment apareix una nova referència ja com a Can Vaquer en un capbreu de 1554, on consta que era propietat de Pau Vaquer. Pertanyia a la parròquia de Cabanyes, l'actual Sant Fost de Campsentelles. Encara no es menciona el topònim de la Llagosta.
Al llibre llevador de l'arxiu parroquial de Sant Fost s'hi troba la següent referència sobre l'edifici:
| « | En la llibreta de l'acompliment pasqual de la parròquia corresponent a l'any 1731 hi ha anotades dues cases amb els següents veïns de comunió: l'Hostal Nou 4, Can Vaquer 12. | » |

L'any 1867 el Bisbat de Barcelona divideix l'antic terme parroquial de Cabanyes en dues parts en tancar al culte l'església de Sant Cebrià de Cabanyes. A conseqüència d'això, el mas Vaquer, juntament amb algunes altres masies, va ser agregat a la parròquia de Santa Perpètua de la Mogoda. Tot i això, administrativament depenia de San Fost de Campsentelles.
Les propietats de la masia, que arribaven al camí Ral, van ser tallades amb l'obertura de la carretera N-152. A més, el nucli urbà va anar creixent en aquesta àrea amb la construcció de noves cases de pagesos que no tenien la propietat de la terra.
Actualment la masia es troba deshabitada i és propietat de l'Ajuntament de la Llagosta.

## Arquitectura
L'edifici és de grans dimensions, amb teulada a dos vessants i amb el carener centrat sobre la vertical de la porta, que és adovellada. Destaca una finestra amb traceria trilobada, mentre que les altres són allindades amb pedra i amb alguna ornamentació. L'antic barri davant la façana resta tancada per un mur i reixa i per la tossa de les seves antigues dependències, en una de les quals destaquen espitlleres, situades a una alçada bastant baixa.

## Rehabilitació
L'octubre de 2018 l'Ajuntament de la Llagosta va aprovar un projecte de reforma de l'edifici en tres fases. Està previst que en la primera es facin tasques de neteja, s'assegurin les parts internes de la masia i es renovi la part exterior. El pressupost d'aquesta fase serà de 200.000 euros que pagarà l'Ajuntament mitjançant un préstec demanat a la Diputació de Barcelona. L'inici de les obres es va produir al mes de juliol de 2019.